# Europace
Europace. European Journal of Pacing, Arrhythmias and Cardiac Electrophysiology (skrót: EP) – naukowe czasopismo kardiologiczne o zasięgu międzynarodowym, wydawane od 1999. Oficjalny organ Europejskiego Stowarzyszenia Rytmu Serca (ang. European Heart Rhythm Association, EHRA) oraz Europejskiego Towarzystwa Kardiologicznego (ang. European Society of Cardiology, ESC). Miesięcznik.
„Europace" należy do rodziny 13 czasopism Europejskiego Towarzystwa Kardiologicznego poświęconych badaniom nad układem sercowo-naczyniowym. Wydawcą jest brytyjski Oxford University Press. Czasopismo publikuje oryginalne, recenzowane prace kliniczne oraz przeglądy w dziedzinie arytmii, stymulacji i elektrofizjologii komórek sercowych. Publikowane są także artykuły zaproszonych autorów, komentarze redakcyjne, recenzje książek oraz listy.
Redaktorem naczelnym (ang. editor-in-chief) czasopisma jest Gerhard Hindricks – profesor kardiologii związany z niemieckim Uniwersytetem w Lipsku. W skład rady redakcyjnej (ang. editorial board) wchodzą naukowcy głównie z różnych państw Europy Zachodniej.
Pismo ma współczynnik wpływu impact factor (IF) wynoszący 5,231 (2017) oraz wskaźnik Hirscha równy 86 (2017). W międzynarodowym rankingu SCImago Journal Rank (SJR) mierzącym wpływ, znaczenie i prestiż poszczególnych czasopism naukowych „Europace” zostało w 2017 sklasyfikowane na 25. miejscu wśród czasopism z dziedziny kardiologii i medycyny sercowo-naczyniowej. W polskich wykazach czasopism punktowanych przez Ministerstwo Nauki i Szkolnictwa Wyższego publikacja w tym czasopiśmie otrzymywała w latach 2013–2014 po 25 punktów, a latach 2015–2016 po 30 punktów.